# Exochaenium wildemanianum
Exochaenium wildemanianum är en gentianaväxtart som först beskrevs av Raymond Boutique, och fick sitt nu gällande namn av Kissling. Exochaenium wildemanianum ingår i släktet Exochaenium och familjen gentianaväxter. Inga underarter finns listade i Catalogue of Life.